# گازی‌پور جنوبی
گازی‌پور جنوبی (به لاتین: South Gazipur) یک روستا در بنگلادش است که در استان باریسال و در ناحیه پیروج‌پور واقع شده است.